# Halictophagus forthoodiensis
Halictophagus forthoodiensis är en insektsart som beskrevs av Jeyaraney Kathirithamby och Taylor 2005. Halictophagus forthoodiensis ingår i släktet Halictophagus och familjen kamvridvingar. Inga underarter finns listade i Catalogue of Life.